# قمر آریان
قمر آریان (۱ فروردین ۱۳۰۱ – ۲۳ فروردین ۱۳۹۱) پژوهشگر و نویسنده ایرانی، از نخستین فارغ‌التحصیلان زن دانشکدهٔ ادبیات دانشگاه تهران، از نخستین استادان دانشگاه زن در ایران و نیز از اعضای شورای عالی علمی مرکز دائرةالمعارف بزرگ اسلامی و همسر عبدالحسین زرین‌کوب بود. او در ۹ دهه عمر خود در کنار خلق آثاری ماندگار، بسیاری از وقایع فرهنگی، اجتماعی و سیاسی مثل شرکت در کنگره مستشرقین در هند، دیدار با نیما یوشیج و حضور در جلسه محاکمه دکتر مصدق نخست‌وزیر دولت ملی پس از کودتای ۲۸ مرداد را نیز از سر گذراند.

## زندگی
قمر آریان در سال ۱۳۰۱ در شهر قوچان به دنیا آمد. از آنجا که قوچان مدرسه دخترانه نداشت، زمانی که قمر آریان به سن مدرسه رسید، پدرش که از معتبرترین مردان شهر بود، تصمیم گرفت مدرسه‌ای دخترانه تأسیس کند و از یکی از زنان شهر به نام صدیقه یوسفی (نیشابوری)که شناخته‌شده و باسواد بود، دعوت کرد تا مدیریت مدرسه را برعهده بگیرد.
قمر آریان تا ششم دبستان را در این مدرسه گذراند و بعد سه کلاس اول دبیرستان را در طول یک سال با معلم سرخانه گذراند و برای امتحان کلاس نهم به همراه خواهرانش به مشهد فرستاده شد. سپس برای دو سال در دانشسرای مقدماتی دختران مشهد ماند و تدریس کرد و هم‌زمان به تحصیل در کلاس ششم ادبی در همین دانشسرا مشغول شد.
اما امتحانات کلاس ششم ادبی و علمی در تهران برگزار می‌شد و پدر مجبور شد قمر آریان را به شهر تهران بفرستد و از آن جایی که قمر آریان موفق شد تا در امتحانات سراسری مقام دوم کشوری را کسب کند، پدر اجازه داد تا همراه با برادرانش در تهران بماند و درس بخواند. آریان در سال ۱۳۲۷ توانست لیسانس خود را از دانشگاه تهران بگیرد. او ترجیح داد که همچنان در فضای آکادمی بماند و فوق‌لیسانس و دکترایش را نیز در همین دانشگاه بخواند تا سرانجام پس از ۱۰ سال، در سال ۱۳۳۷، با اخذ مدرک دکترای ادبیات فارغ‌التحصیل شد.
او در طول تحصیل از حضور استادانی چون بدیع‌الزمان فروزان‌فر، احمد بهمنیار، علی‌اصغر حکمت، جلال همایی، محمد معین، ذبیح‌الله صفا و حسین خطیبی بهره برد و به آموختن زبان‌های باستانی پرداخت.
علی‌اصغرحکمت استاد تاریخ ادیان بود و قمر آریان نیز در همین زمان شروع به خواندن انجیل کرده بود و نکاتی در آن یافته بود که به نظرش می‌رسید از دید جامعه دانشگاهی و فرهیخته ایران پنهان مانده‌است. کلاس‌های درس دکتر حکمت و انجیل خوانی‌ها سرانجام آریان را مصمم کرد تا رساله دکترایش را به مسیحیت اختصاص دهد. او می‌خواست طی تحقیقی جامع دریابد، اسامی و چهره‌های مسیحیت نظیر مسیح، مریم، زنار و چلیپا چه جایگاهی در ادب فارسی دارند. به این ترتیب یکی از نخستین پژوهش‌های فارسی دربارهٔ مسیحیت با عنوان «چهره مسیحیت و تأثیر آن در ادبیات» شکل گرفت و بعداً با عنوان "چهره مسیح در ادب فارسی" در قالب کتاب به چاپ رسید و هنوز یکی از مهم‌ترین آثار فارسی‌زبان در باب ارتباط مسیحیت و ادب و فرهنگ فارسی است. او این فرصت را داشت که بتواند از منابع وسیعی استفاده کند. به گفته خودش، در آن سال‌ها دکتر عبدالحسین زرین‌کوب در دفتر یونسکو کار می‌کرد و کتابخانه یونسکو از کتابخانه دانشگاه جامع‌تر بود و به این ترتیب منابع بسیاری دربارهٔ مسیحیت در اختیار آریان قرار گرفت. او رساله دکترای خود را با درجه بسیار خوب گذراند.
آریان همچنین از نخستین فارغ‌التحصیلان زن از دانشکدهٔ ادبیات دانشگاه تهران، از نخستین استادان دانشگاه زن در ایران بود و سال‌ها در دانشگاه ملی (شهید بهشتی) تدریس کرد. یک دوره ریاست هنرستان هنرهای تجسمی را بر عهده داشت و شش سال در هنرستان عالی موسیقی تدریس داشت. یک سال در غیاب ایرج افشار سردبیر مجله راهنمای کتاب بود.
قمر آریان ۲۳ فروردین ۱۳۹۱ در ۹۰ سالگی و پس از یک دوره بیماری طولانی در تهران درگذشت و در قطعهٔ هنرمندان بهشت زهرا به خاک سپرده شد.

## ازدواج با زرین‌کوب

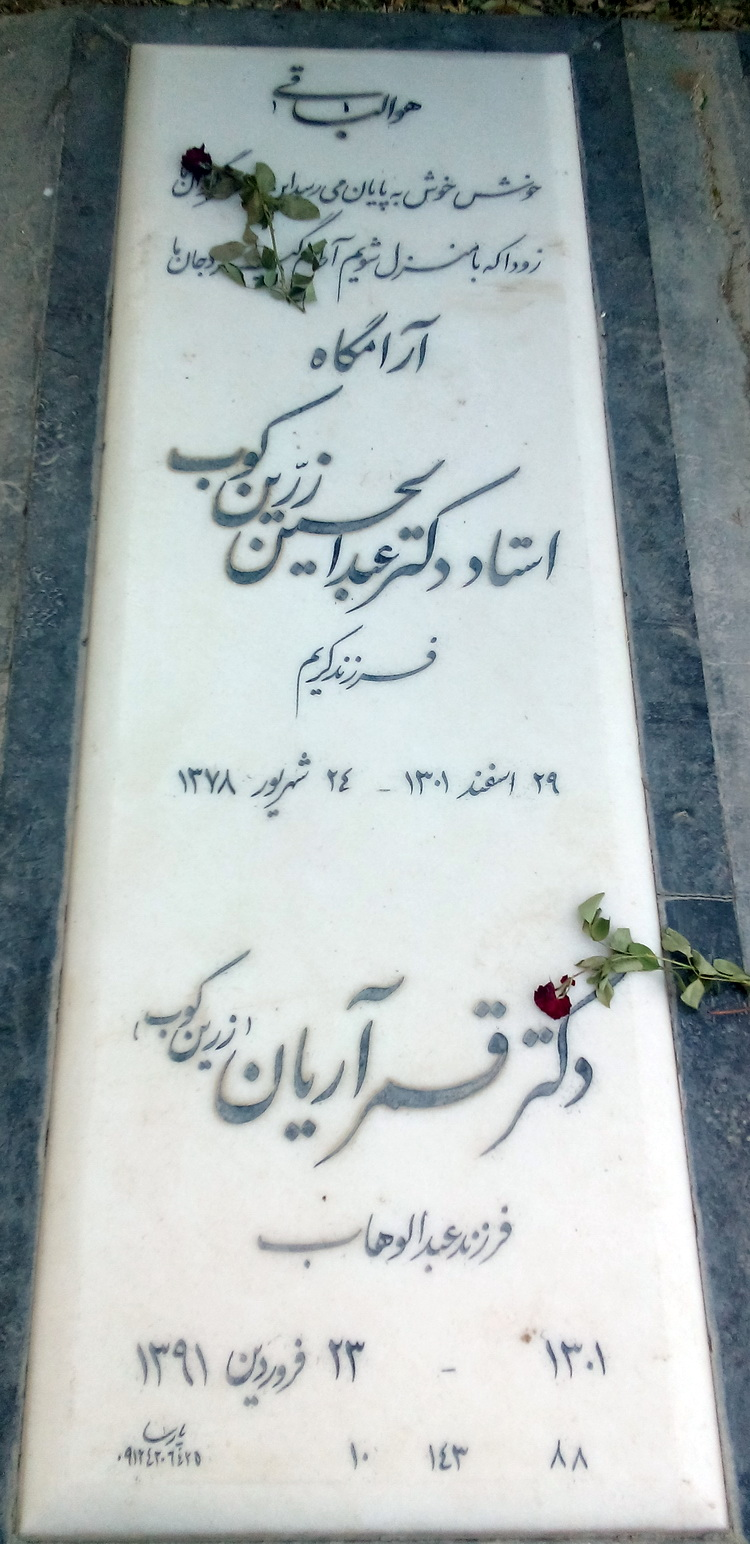
مقبره زرین کوب در قطعه هنرمندان بهشت زهرا

قمر آریان در سال‌های ورودش به دانشکده با عبدالحسین زرین‌کوب آشنا شد. او در گفتگویی که در سال ۸۳ در روزنامه جام جم چاپ شد، تعریف کرد که آشنایی آن‌ها در فضای دانشکده نزدیک به ۹ سال ادامه یافته بود تا آن که سرانجام عبدالحسین زرین‌کوب که سی ساله شده بود، از آریان خواستگاری کرد. به گفته خودش، زمانی که ماجرا را با پدرش مطرح کرد، شنید که پدرش به خوبی با زرین‌کوب آشناست و مقالاتی از او خوانده، اما فکر می‌کرده که نویسنده آن مقالات باید مردی ۵۰ ساله باشد.
آریان و زرین‌کوب در سال ۱۳۳۲ با هم ازدواج کردند و تحصیلات خود را در مقطع دکتری نیز ادامه دادند. (زرین‌کوب نفر اول و آریان نفر دوم در کنکور دکترا بود) و پس از فارغ‌التحصیلی، سال‌های سفرشان آغاز شد. قمر آریان سال‌های بسیاری را همراه با همسرش در هند، چندین کشور اروپای و عربی و لبنان گذراند.ازدواج آنها هیچ فرزندی نداشت.

## آثار
آریان پیش از آن که رساله دکتری‌اش را به شکل کتاب منتشر کند، اثر دیگری تألیف کرد. کتابی در صد صفحه که «کمال‌الدین بهزاد» نام داشت و جستاری بود در احوال و آثار کمال‌الدین بهزاد، استاد نگارگر ایرانی که در قرن دهم هجری در هرات زندگی می‌کرد و سبکش بسیار بر مکاتب هنری تبریز، بخارا، سمرقند و دهلی تأثیرگذار بود. توجه آریان به زندگی و آثار بهزاد معطوف به آن مقطع از زندگی بهزاد است که در دوران سلطنت شاهرخ می‌گذرد. شاهرخ چهل سال بر هرات حکم راند و تأثیر به سزایی در آبادانی این شهر پس از حمله چنگیز و تیمور داشت. کتاب قمر آریان را وزارت فرهنگ و هنر منتشر کرد.
از جمله دیگر آثار تألیفی قمر آریان باید به کتاب «زن در داستان‌های قرآن» اشاره کرد. این کتاب چندین ماه در وزارت فرهنگ و ارشاد اسلامی در انتظار دریافت مجوز بود تا سرانجام در سال ۱۳۸۸ منتشر شد. آریان در گفتگویی در سال ۸۴ گفته بود که ماه‌ها پس از مرگ دکتر زرین‌کوب، زمانی که به امور روزمره زندگی خود بازگشته بود، در میان دست‌نوشته‌های او، رساله‌ای را یافته بود که در انتهای آن دکتر زرین‌کوب نوشته بود: «قمر این خیلی خوب است، تمامش کن.» آریان در این کتاب تحقیقی مفصل بر نقش و صفات پسندیده و ناپسندیده زنان قصص قرآنی نظیر ساره، هاجر و مریم داشت. علاوه بر این و به دلیل ذوق ادبی‌اش، از سه متن معتبر مختلف ترجمه‌های قرانی به فارسی را برگزید تا به این ترتیب خواننده را با سبک‌های مختلف نثر فارسی و سیر تحول آن نیز آشنا سازد. مقدمه‌ای از احمد مهدوی دامغانی، ادیب و استاد علوم اسلامی، این کتاب را همراهی می‌کرد.
آریان به زبان فرانسه و انگلیسی تسلط داشت، با این همه بیشتر کارهایش را از انگلیسی ترجمه می‌کرد. او در دوران حیات خود ده‌ها جلد کتاب تألیف و ترجمه کرد که بسیاری از آن‌ها به واسطه سفرهای بسیاری که به همراه همسرش به کشورهای مختلف دنیا داشته میسر شده‌است. از آن جمله کتاب «شرق نزدیک در تاریخ، یک سرگذشت پنج‌هزار ساله» تألیف پروفسور فیلیپ خوری حتی است، کتابی که هم‌زمان با حضور دکتر زرین‌کوب به عنوان استاد میهمان در دانشگاه یو.سی.ال. ای کالیفرنیا و دانشگاه پرینستون ترجمه شد. این کتاب که سرگذشت کشورهای شرق نزدیک از پنج هزار سال پیش تا قرن حاضر است، نخستین بار در سال ۱۳۵۰ توسط بنگاه ترجمه و نشر کتاب منتشر شد. همین‌طور کتاب «جهان اسلام» نوشته برتولد اشپولر آلمانی که تجربه امپراطوری‌های ایران و روم را روایت می‌کند. با آن که آریان این کتاب را منبع خوبی می‌دانست، اما معتقد بود که اگر کتاب «بامداد اسلام» به قلم عبدالحسین زرین‌کوب به انگلیسی یا آلمانی ترجمه می‌شد، غربی‌ها بی‌نیاز از خواندن آثاری نظیر کتاب اشپولر می‌شدند. خانم آریان بخش «دوران خلافت» این کتاب را در ۲۰۰ صفحه ترجمه و منتشر کرد. کارشناسان، بیشتر اهمیت کتاب «جهان اسلام» را معطوف به دوران استقرار اسلام در اسپانیا می‌دانند.
در فواصل تألیفات و ترجمه‌ها، مقالات ارزشمندی نوشت که هنوز پس از گذشت سال‌ها به آن مقالات ارجاع داده می‌شود. مقالاتی مثل «ملاحظاتی در باب سبک عراقی در شعر فارسی»، «در باب سبک خراسانی در شعر فارسی»، «لغت‌نامه آئین مسیح در زبان فارسی»، «مقایسه میان داستانهای ایرانی و دانمارکی» (ترجمه مقاله‌ای از آرتور کریستین سن)، «ایران و سیاحتنامه‌ها»، «ویژگیها و منشأ پیدایش سبک مشهور به هندی در سیر تحول شعر فارسی» و «اسلام» (نقد کتاب برنارد لوئیس) و ده‌ها ترجمه از آثار ادگار آلن پو، آرتور شنیتسلر و … آریان ده‌ها مقاله نیز برای مجلات مختلف نظیر یغما، سخن و مهرگان نوشت. او همچنین یک دوره یک ساله نیز سردبیری «راهنمای کتاب» را بر عهده داشت.